# 9448 Donaldavies
9448 Donaldavies eller 1997 LJ3 är en asteroid i huvudbältet som upptäcktes den 5 juni 1997 av Spacewatch vid Kitt Peak-observatoriet. Den är uppkallad efter den brittiske datavetaren Donald Davies.
Asteroiden har en diameter på ungefär 4 kilometer.